# Ledesmodina
Ledesmodina là một chi bọ cánh cứng trong họ Chrysomelidae.
Chi này được miêu tả khoa học năm 1951 bởi Bechyne.

## Các loài
Chi này gồm các loài:
- Ledesmodina megachroma Bechyne & Springlova de Bechyne, 1976